# Thompsonville (Illinois)
Pour les articles homonymes, voir Thompsonville (homonymie).
Thompsonville est un village du comté de Franklin dans l'Illinois, aux États-Unis,. Situé au Sud-Est du comté, il est incorporé le 26 août 1880.

## Démographie
Lors du recensement de 2010, le village comptait une population de 543 habitants. Elle est estimée, en 2016, à 530 habitants.

## Source de la traduction
- (en) Cet article est partiellement ou en totalité issu de l’article de Wikipédia en anglais intitulé « Thompsonville, Illinois » (voir la liste des auteurs).